# Conselho Geral da Província de Santa Catarina – 3.ª legislatura
O Conselho Geral da Província de Santa Catarina, como estabelecido na Constituição brasileira de 1824, foi o órgão popular representativo junto à presidência da província. Em 1834 o ato adicional à Constituição substituiu o Conselho Geral da Província pela Assembleia Legislativa Provincial.
A 3ª legislatura (1833 — 1834) era composta de 13 membros:
| Nº | Deputado                         | Votos |
| -- | -------------------------------- | ----- |
| 1  | José da Silva Mafra              | 64    |
| 2  | João Prestes Barreto da Fontoura | 62    |
| 3  | Mariano Antônio Correia Borges   | 47    |
| 4  | Francisco Luís do Livramento     | 41    |
| 5  | João Cardoso Vieira              | 35    |
| 6  | João Francisco Cidade            | 33    |
| 7  | Tomás Silveira de Sousa          | 31    |
| 8  | João Luís do Livramento          | 28    |
| 9  | Diogo Duarte Silva               | 28    |
| 10 | Tomás José da Costa              | 27    |
| 11 | Francisco Antônio Cardoso        | 27    |
| 12 | Anacleto José Pereira da Silva   | 26    |
| 13 | José da Costa Pereira            | 26    |